# Marta Gołąb
Marta Gołąb – polska artystka plastyk zajmująca się grafiką warsztatową, konserwacją malarstwa sztalugowego oraz wycinanką żydowską.
Jest absolwentką Akademii Sztuk Pięknych w Krakowie. W 1994 roku związała się z Festiwalem Kultury Żydowskiej w Krakowie, który zainspirował ją do wykonywania wycinanki żydowskiej, które wykonuje różną techniką. Jej wycinanki wykorzystano m.in. do zilustrowania plakatów 8 i 9 Festiwalu Kultury Żydowskiej.
Wycinanki Marty Gołąb były wystawiane na licznych wystawach indywidualnych:
- Festiwal Kultury Żydowskiej w Krakowie – 1996, 1997, 1998, 1999, 2000, 2001, 2002, 2006
- Muzeum Żydowskie w Wiedniu – 1998
- Muzeum Etnograficzne w Lublanie – 1998
- Synagoga w Grobzig – 1999
- II Spotkania z Kulturą Żydowską we Wrocławiu – 2000
- Skirball Cultural Center w Los Angeles – 2001
- Muzeum Mazowieckie w Płocku – 2002
- Synagoga Emanu-El w San Francisco – 2002
- Galeria Sztuki Miriam w Tychach – 2002
- Muzeum Galicja w Krakowie – 2007, 2008
- Muzeum Regionalne w Łęcznej